# Hickok45
Hickok45 est une chaîne YouTube populaire proposant des vidéos d'armes à feu. Les vidéos sont présentées par Greg Kinman,, un américain professeur d'anglais à la retraite et ancien policier avec 10 ans de service vivant au Tennessee.
Hickok45, LLC est aussi une marque déposée, dont Kinman est le propriétaire.

## Biographie
Greg Kinman est un professeur d'anglais à la retraite et un ancien policier. En 2015, il a fait partie d'un séminaire en ligne du Sonoran Desert Institute, une organisation d'apprentissage à distance.

## Vidéos
Les vidéos de Hickok45 couvrent une grande variété d'armes à feu, dont les armes historiques mais aussi modernes.
Il présente généralement en détail l'histoire et l'utilisation de chaque arme. Ses premières vidéos le montraient en train de tirer des armes datant de la conquête de l'Ouest et de porter des tenues de cow-boy. Au fil du temps, il développa ses présentations pour y inclure une plus grande variété d'armes, en mettant l'accent sur la sécurité.
Même si Greg Kinman apparaît dans la plupart de ses vidéos, avec son fils John derrière la caméra, ce dernier apparaît occasionnellement dans les vidéos.
Il est connu pour découper des citrouilles et détruire des pastèques en utilisant différentes armes à feu.
En 2016, la chaîne YouTube de Hickock45 est fermée à deux reprises, pour avoir prétendument enfreint les conditions d'utilisation de YouTube, mais la chaîne fut restaurée.